# Вулиця Ручай
Вулиця Ручай — вулиця у Шевченківському районі міста Львова, у місцевості Клепарів. Пролягає від вулиці Варшавської до вулиці Соснової.

## Історія
Вулиця виникла на початку XX століття у межах селища Клепарів, до 1927 року отримала офіційну назву вулиця Капітана Вільгельма Штарка, на честь польського військовика  Вільгельма Штарка, учасника польсько-української війни та, зокрема, битви за Львів. Сучасну назву вулиця має з 1936 року, найімовірніше, через те, що поруч протікала одна з приток Полтви.
Вулиця Ручай зберегла забудову старого Клепарова: одноповерхові будинки у стилі конструктивізму 1930-х років.